# Улица Сатеклес
Улица Са́теклес (латыш. Satekles iela) — улица в центральной части Риги. Пролегает в восточном направлении от Привокзальной площади (угол улиц Меркеля и Марияс) до перекрёстка с улицей Гертрудес, где переходит в улицу Валмиерас. Начало улицы Сатеклес относится к Центральному району города, а участок после перекрёстка с улицей Дзирнаву — к Латгальскому предместью (исторический район Авоты). Общая длина — 1313 метров.

## История
Нынешняя улица Сатеклес впервые встречается в городских адресных книгах в 1861 году с названием Малая Кузнечная улица (нем. Kleine Schmiedestrasse, латыш. Mazā Kalēju iela). Для устранения дублирующихся названий, в 1885 году улица получила новое название — Полоцкая улица (нем. Polotzkerstrasse, латыш. Polockas iela).
Своё современное название, которое более не изменялось, улица получила в 1938 году. Оно дано в честь древней латгальской крепости Сатекле — одного из центров княжества Талава на севере Латвии, существовавшей с XI века до начала XIII века. Предполагается, что крепость Сатекле находилась на месте городища Танискалнс в Рауне.
Исторически Малая Кузнечная улица начиналась от Карловской улицы (ныне ул. Лачплеша) и вела до Большой Кузнечной (ныне ул. Гертрудес). По генплану 1955 года продлена до Привокзальной площади.

## Транспорт
На всём протяжении улица асфальтирована, движение двустороннее (от 1 до 3 полос в каждом направлении). Отрезок от начала улицы до пересечения с улицей Лачплеша является частью государственных автодорог A6, A7, A8 и A10.
По отдельным участкам улицы проходят маршруты троллейбуса, совершающие разворот у конечных станций «Valmieras iela» и «Centrālā stacija», а также автобусы, следующие от конечной «Abrenes iela». По всей длине улицы проходят автобусные маршруты № 51, 52 и 63.
В конце улицы имеется подземный переход, ведущий под полотном железной дороги к перекрёстку улиц Даугавпилс и Калупес.

## Примечательные объекты
- В доме № 11 в 1928—1939 годах жил скульптор Карлис Зале[3].

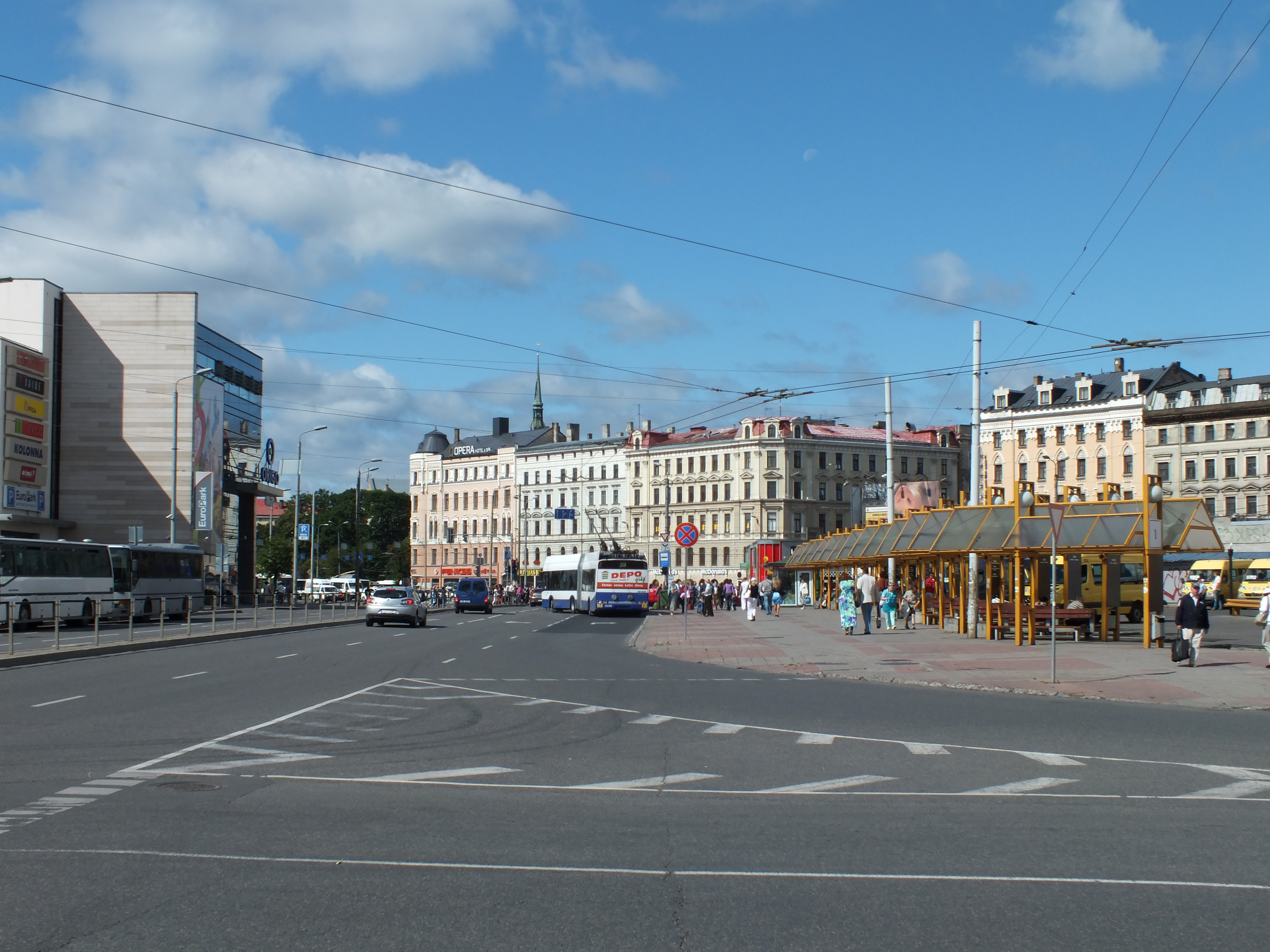
Начало улицы
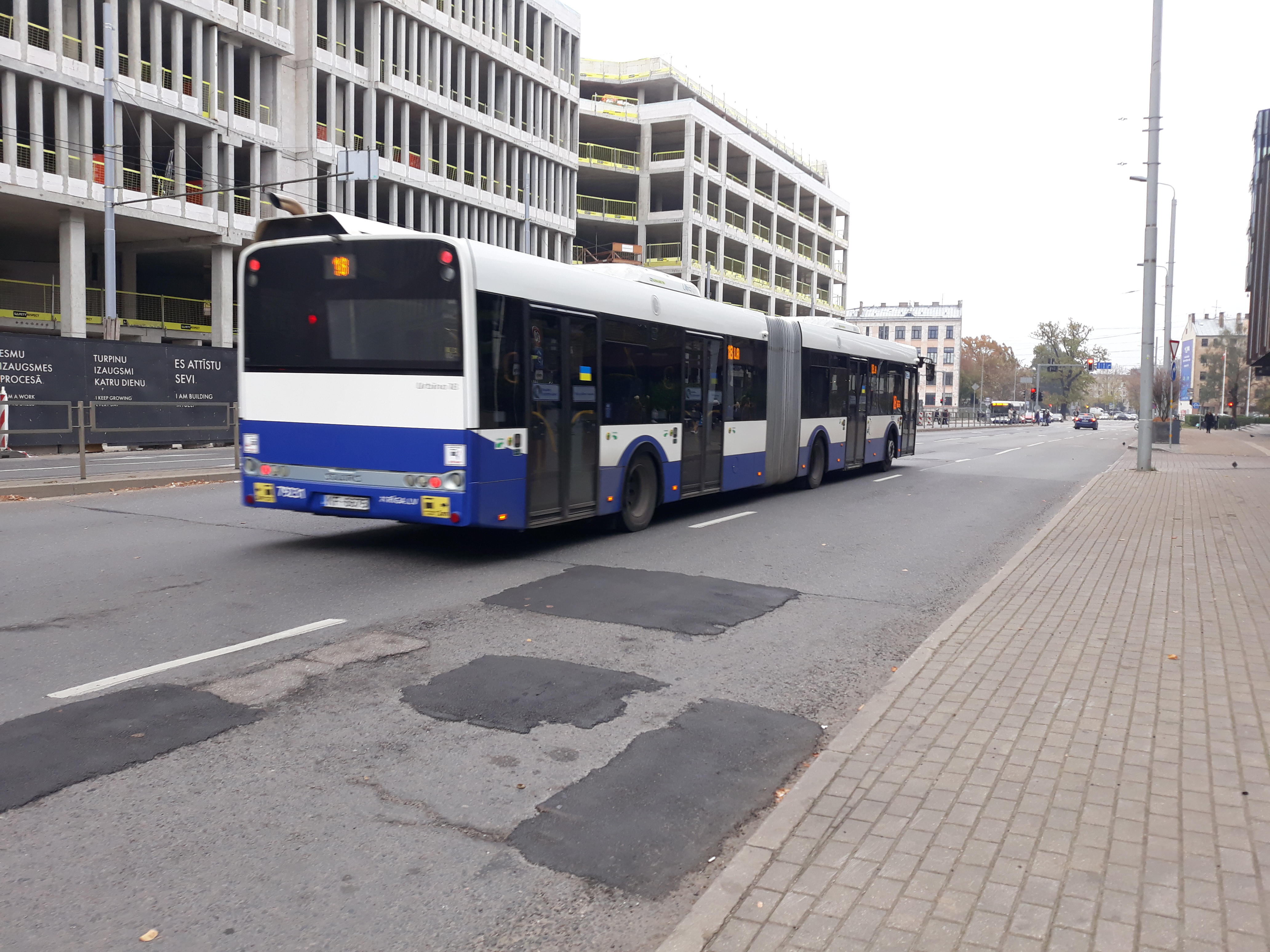
Строящийся центр Novira Plaza
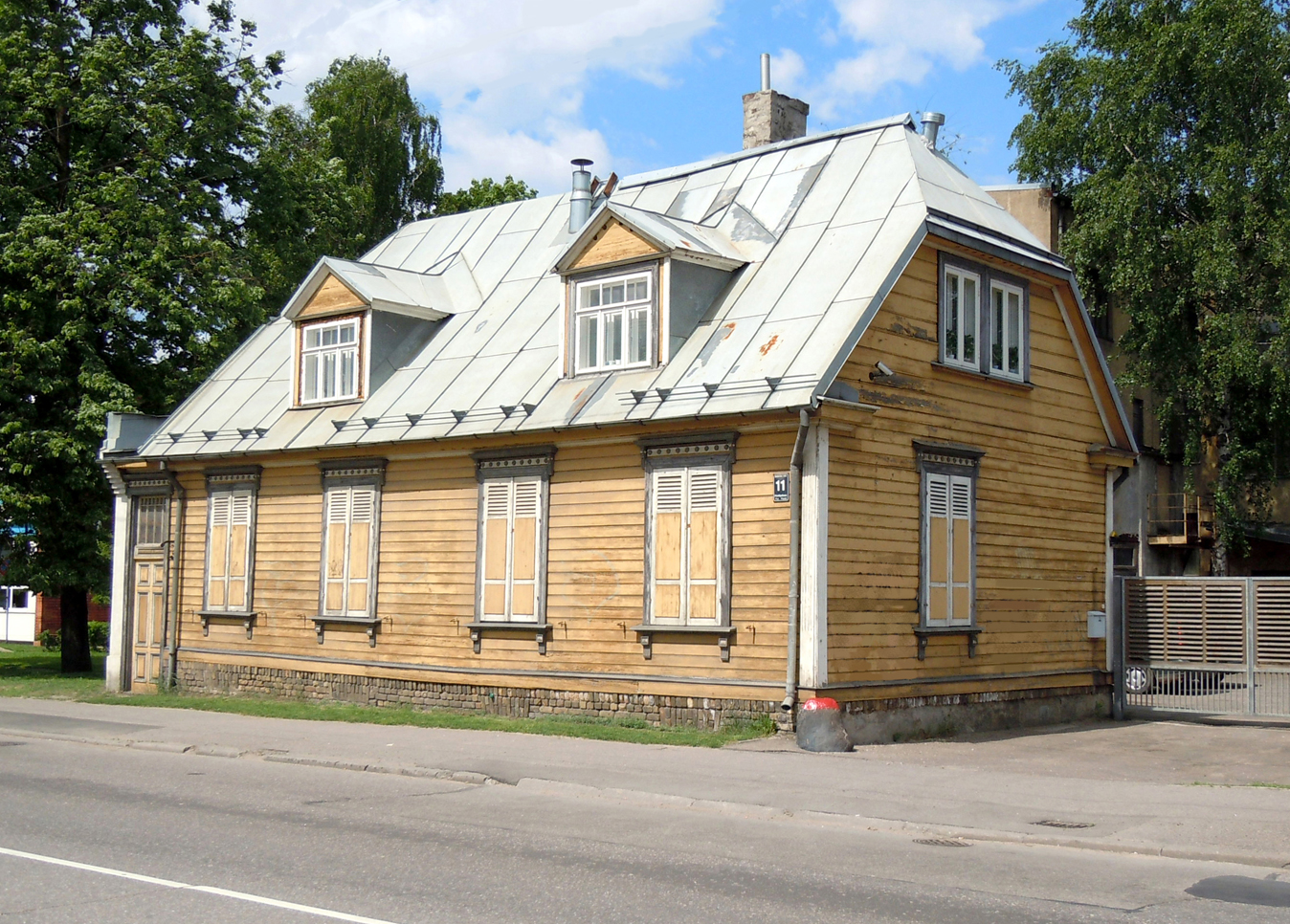
Дом Карлиса Зале (№ 11)
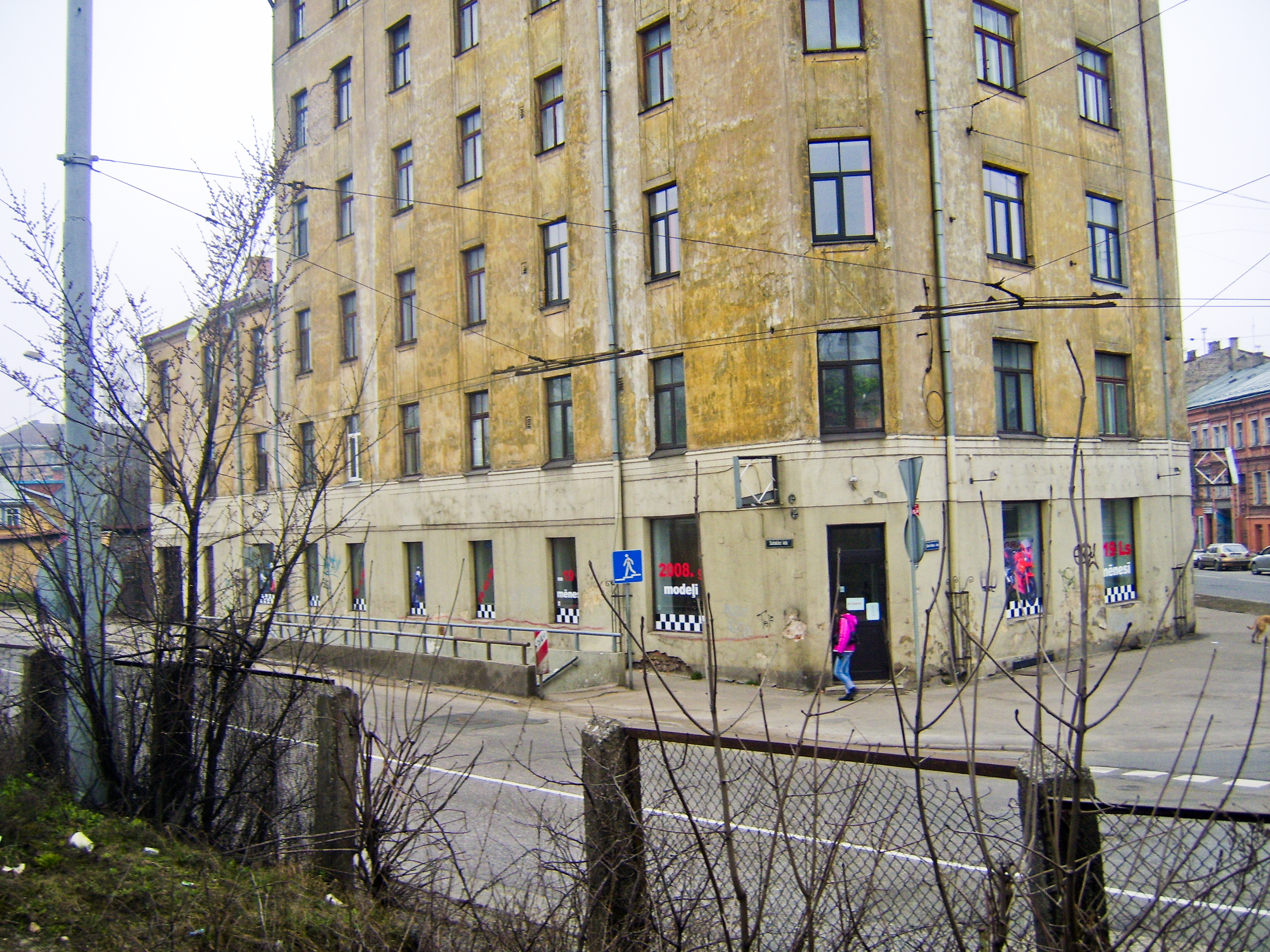
Перекрёсток с ул. Гертрудес

## Прилегающие улицы
Улица Сатеклес пересекается со следующими улицами:
- улица Марияс
- улица Меркеля
- улица Элизабетес
- улица Дзирнаву
- улица Висвалжа
- улица Лачплеша
- улица Курбада
- улица Гертрудес
- улица Валмиерас